# Franciszek Gudakowski
Franciszek Gudakowski (ur. 25 września 1896 w Kisielówce, zm. po 27 maja 1947) – podpułkownik piechoty Wojska Polskiego.

## Życiorys
Urodził się 25 września 1896 w kolonii polskiej Kisielówka, w ówczesnym powiecie chersońskim guberni chersońskiej, w rodzinie Antoniego, rolnika i Pauliny z Krukowskich. Uczęszczał do szkoły powszechnej, a następnie gimnazjum w Mikołajowie i Chersoniu, gdzie ukończył siedem klas.
Do Wojska Polskiego został przyjęty z byłych Korpusów Wschodnich i byłej armii rosyjskiej. Służył w 31 pułku strzelców kaniowskich w Łodzi. 18 lutego 1928 został mianowany majorem ze starszeństwem z 1 stycznia 1928 i 143. lokatą w korpusie oficerów piechoty. W kwietniu tego roku został przeniesiony do 78 pułku piechoty w Baranowiczach na stanowisko oficera sztabowego pułku. W lipcu 1929 został przesunięty na stanowisko dowódcy batalionu. W sierpniu 1935 został przeniesiony do 25 pułku piechoty w Piotrkowie na stanowisko kwatermistrza. W marcu 1939 pełnił służbę na stanowisku komendanta Kadry Zapasowej Piechoty Grodno. We wrześniu 1939, po zakończeniu mobilizacji, przeszedł do Ośrodka Zapasowego 29 Dywizji Piechoty na stanowisko zastępcy dowódcy.
19 września 1939 dostał się do sowieckiej niewoli. 9 października 1940 został wywieziony z Obozu NKWD w Kozielsku („Kozielsk II”) do Moskwy, gdzie był więziony na Łubiance i Butyrkach. 22 czerwca 1941 przeniesiony z Obozu NKWD w Putywlu do Obozu NKWD w Griazowcu, gdzie był przetrzymywany w odosobnieniu od pozostałych jeńców, w tzw. izolatorze. 3 września tego roku został zwolniony i skierowany do Tockoje. W 1942 był dowódcą 26 pułku piechoty, a od 6 maja do 29 czerwca 1942 dowódcą 5 batalionu strzelców karpackich.
Był żonaty z Zofią z Sikorskich, z którą miał troje dzieci: Annę Alicję (ur. 22 sierpnia 1927), Irenę Zofię (ur. 21 stycznia 1931) i Janusza (ur. 27 maja 1939).

## Ordery i odznaczenia
- Krzyż Walecznych dwukrotnie[15]
- Złoty Krzyż Zasługi – 10 listopada 1928[16][15]